# Neorepukia
Neorepukia is een geslacht van spinnen uit de  familie van de Agelenidae (trechterspinnen).

## Soorten
- Neorepukia hama Forster & Wilton, 1973
- Neorepukia pilama Forster & Wilton, 1973